# ナゴヤアニソンフェス
ナゴヤアニソンフェスは、株式会社ジャパンイベントプロモーションが主催する中部地方最大級のアニメソングのライブイベント。2014年から2017年まで開催されていた。地方では比較的規模の大きいアニソンフェスとなっていた。

## 概要
2014年に、東海地方で行われることが少ないアニメソングのフェスティバル（アニソンフェス）として開催された。
毎年愛知県名古屋市で行われる世界コスプレサミットとコラボレーションをして共催している。

### 開催規模
| 回数  | 開催年月日            | 会場                                             | 出演者数 | 来場者数 |
| ----- | --------------------- | ------------------------------------------------ | -------- | -------- |
| 第1回 | 2014年8月1日          | 名古屋市公会堂                                   | 8名      | 約2000人 |
| 第2回 | 2015年8月2日          | 愛知県芸術劇場大ホール（中規模利用）             | 9組16名  | 約2000人 |
| 第3回 | 2016年2月14日         | ナガシマスパーランド内スパドーム（三重県桑名市） | 7組13名  | 約3000人 |
| 第4回 | 2016年8月6日 - 7日    | 名古屋城二の丸広場 特設野外ステージ              | 17組     |          |
| 第5回 | 2016年12月24日 - 25日 | 名古屋市公会堂                                   | 13組     |          |
| 第6回 | 2017年8月5日          | 愛知県芸術劇場大ホール                           | 5組      |          |

## 2014年
- タイトル：世界コスプレサミット前夜祭　NAGOYAアニソンフェス2014
- 開催日：2014年8月1日（金）
- 会場：名古屋市公会堂
- 主催：株式会社セントブレイン、世界コスプレサミット実行委員会
- 制作運営：株式会社スマイルオン、株式会社千勝、株式会社サイドセブン
- 協力：佐藤デザイン事務所
- エグゼクティブプロデューサー：宮本裕之
- 出演者　
  - 藍井エイル
  - 石川由依
  - 大橋彩香
  - 奥井雅美
  - Coda
  - 富永TOMMY弘明
  - May'n
  - LiSA

## 2015年
- タイトル：世界コスプレサミットアフターパーティ&ナゴヤアニソンフェス2015
- 開催日：2015年8月2日（日）
- 会場：愛知県芸術劇場大ホール
- 主催：株式会社ジャパンイベントプロモーション、世界コスプレサミット実行委員会
- 制作運営：株式会社千勝、株式会社サイドセブン
- 協力：佐藤デザイン事務所
- エグゼクティブプロデューサー：宮本裕之
- 出演者
  - i☆Ris
  - ANIMETAL THE SECOND
  - GARNiDELiA
  - 黒崎真音
  - 小林竜之
  - 鈴木このみ
  - 徳井青空
  - みみめめMIMI
  - 分島花音

## 2016年

### inナガシマスパーランド
- タイトル：ナゴヤアニソンフェス2016inナガシマスパーランド
- 開催日：2016年2月14日（日）
- 会場：ナガシマスパーランド内スパドーム
- 主催：株式会社ジャパンイベントプロモーション
- 制作運営：株式会社千勝、株式会社サイドセブン
- 佐藤デザイン事務所
- エグゼクティブプロデューサー：宮本裕之
- 出演者
  - fripSide
  - Pile
  - 水瀬いのり
  - KOTOKO
  - Ray
  - みみめめMIMI
  - A応P

セットリスト
1. はなまるぴっぴはよいこだけ / A応P
2. 青春セッションPARADISE / A応P
3. 未来へつなげ / A応P
4. 全力バタンキュー / A応P
5. CANDY MAGIC / みみめめMIMI
6. チャチャチャ / みみめめMIMI
7. 天手古舞 / みみめめMIMI
8. サヨナラ嘘ツキ / みみめめMIMI
9. 夢のつぼみ / 水瀬いのり
10. 笑顔が似合う日 / 水瀬いのり
11. ときめきポポロン♪ / 水瀬いのり
12. あの日の空へ / 水瀬いのり
13. キミがくれたKISEKI / Pile
14. 伝説のFLARE / Pile
15. ドリームトリガー / Pile
16. sign / Ray　　『あの夏で待ってる』 OP
17. a-gain / Ray
18. lull ～そして僕らは～ / Ray
19. 楽園PROJECT / Ray
20. TOUGH INTENTION / KOTOKO
21. Loop-the-Loop / KOTOKO
22. 七転八起☆至上主義！ / KOTOKO
23. →unfinished→ / KOTOKO
24. Light My Fire / KOTOKO
25. only my railgun / fripSide
26. Luminize / fripSide
27. white forces / fripSide
28. LEVEL5 -judgelight- / fripSide
29. two souls -toward the truth- / fripSide

### in名古屋城
ナゴヤアニソンフェス2016in名古屋城
- 開催日：2016年8月6日（土）、7日（日）
- 会場：名古屋城二の丸広場 特設野外ステージ
- 主催：株式会社ジャパンイベントプロモーション
- エグゼクティブプロデューサー：宮本裕之
- 出演者
  - 8月6日
    - 黒崎真音
    - AKINO with bless4
    - team GeniuS from StylipS（豊田萌絵・能登有沙）
    - Ray
    - Lia
    - 小林竜之
    - i☆Ris
    - Pyxis（伊藤美来・豊田萌絵）
    - Poppin'Party from BanG Dream!（愛美・伊藤彩沙・西本りみ）

  - 8月7日
    - ミルキィホームズ
    - 岸田教団&THE明星ロケッツ
    - MICHI
    - Pile
    - SCREEN mode
    - ELISA
    - ChouCho
    - STAR☆ANIS

### X'masパレード
ナゴヤアニソンフェス X'masパレード
- 開催日：2016年12月24日（土） - 25日（日）
- 会場：名古屋市公会堂
- 主催：株式会社ジャパンイベントプロモーション、名古屋市公会堂
- 制作：千勝、サイドセブン
- デザイン：佐藤デザイン事務所
- 協力：アブストリームクリエイション
- 出演者
  - 12月24日「Xmasロックフェス!」
    - MC：白石稔、西浦志乃、前野裕美
    - 流田Project
    - 妖精帝國
    - Muscle Soul
    - MARIN
    - the unknown forecast
    - T/ssue

  - 12月25日「とぅいんくるないと!」
    - MC：丸山美紀・早水凛・羽入悠栞(Lilly.et)
    - OxT
    - ROOT FIVE
    - 飯田里穂
    - 三澤紗千香
    - いとうかなこ
    - ハセガワダイスケ
    - AiRI

## 2017年
- タイトル：ナゴヤアニソンフェス2017 世界コスプレサミット 15周年記念ライブ
- 開催日：2017年8月5日（土）
- 会場：愛知県芸術劇場大ホール
- 主催：ジャパンイベントプロモーション、世界コスプレサミット
- 出演者
  - 高橋洋子
  - 亜咲花
  - MYTH & ROID
  - AKINO with bless4
  - ALI PROJECT